# 10492 Mizzi
10492 Mizzi este o planetă minoră (asteroid), cu un diametru de 9,707 km, din centura de asteroizi. A fost descoperită pe 28 august 1986 la Observatorul La Silla de Henri Debehogne. 
Obiectul prezintă o orbită caracterizată de o semiaxă mare de 3,028178 UAi, o excentricitate de 0,07, o înclinație de 10,65499 ° în raport cu ecliptica.